# Pseudoneureclipsis bheri
Pseudoneureclipsis bheri är en nattsländeart som beskrevs av Malicky 1993. Pseudoneureclipsis bheri ingår i släktet Pseudoneureclipsis och familjen fångstnätnattsländor. Inga underarter finns listade i Catalogue of Life.